# Сила тяги (физика)
Си́ла тя́ги — это сила, прикладываемая к телу для поддержания его в постоянном движении. Движение происходит только тогда, когда сила тяги превышает величину силы трения.
Найти силу тяги можно, исходя из второго закона Ньютона, а именно Fт — Fтр= ma, где:
- а — ускорение, с которым происходит движение;
- m — масса перемещаемого тела;
- Fт — сила тяги;
- Fтр — сила трения[1].